# Xã Scott, Quận Fremont, Iowa
Xã Scott (tiếng Anh: Scott Township) là một xã thuộc quận Fremont, tiểu bang Iowa, Hoa Kỳ. Năm 2010, dân số của xã này là 486 người.